# Pedro Osório (maestro)
Pedro Correia Vaz Osório mais conhecido como Pedro Osório ComL (Porto, 17 de Julho de 1939 - Lisboa, 5 de Janeiro de 2012 ) foi um maestro português, orquestrador, chefe de orquestra, director musical, compositor, que fez parte de grupos como Quinteto Académico e Trio Barroco.
Trabalhou com vários artistas do panorama nacional, nomeadamente Sérgio Godinho, Fernando Tordo, Carlos do Carmo, Carlos Paredes, Rui Veloso, Carlos Mendes, Herman José, Lúcia Moniz e Xutos & Pontapés.

## Biografia
Pedro Vaz Osório nasceu na cidade do Porto onde estudou Música e Engenharia Mecânica. 
O "Conjunto de Pedro Osório" tocava em bailes quase todos os fins-de-semana em final dos anos 50, princípio dos 60. Em 1966 foi lançado o último EP do Conjunto de Pedro Osório e decidiu rumar a Lisboa para se juntar à segunda formação do Quinteto Académico em que Pedro Osório se ocupava do piano, Jean Sarbib do baixo, Carlos Carvalho da guitarra, Zé Manel do sax-barítono e Adrien Ransy da bateria.
Conheceu Luís Villas-Boas em 1966, após o regresso de Angola, onde cumpriu "dois anos, três meses e vinte e cinco dias" de comissão. Tentava retomar o curso de Engenharia mas no último ano do curso, em 1967, decide-se pela carreira de músico profissional.
Depois dos conjuntos pop rock (Conjunto Pedro Osório e Quinteto Académico) passa a dedicar-se à orquestração e direcção de orquestra. Em 1968 ainda forma o Trio Barroco com Jean Sarbib e Luís Villas-Boas.

### Anos 70
Escreve a música para "Corre Nina" de Paulo de Carvalho (1970). Em 1971 lança o disco "Música Portuguesa Para Dançar" creditado a Pedro Osório e Seus Amigos. Assina os arranjos e direção musical para vários discos.
O Grupo In-Clave, com Fernando Tordo e Tonicha, e arranjos e direcção de Pedro Osório, lança um single cujo lado A é "Portugal Ressuscitado", poema de José Carlos Ary dos Santos para música de Pedro Osório. Uma produção da Sassetti - 1974 - onde foi colaborador durante vários anos.
Em 1975 compôs e dirigiu a música original da banda sonora do filme A Santa Aliança do cineasta Eduardo Geada.
Com o Grupo Outubro lança os discos "A Cantar Também A Gente Se Entende" (1976) e "Cantigas De Ao Pé Da Porta" (1977).

### Anos 80
É editado o disco Self-made-man do projecto SARL (SARL - Sociedade Artística e Recreativa Lusitana) de Pedro Osório, Samuel e Carlos Alberto Moniz. 
Como autor de música para cinema e teatro ganhou, em 1982, o prémio da crítica com a música que compôs para a peça "BAAL" de Bertolt Brecht.
1989 é o ano do projecto "Só Nós Três", com os cantores Paulo de Carvalho, Fernando Tordo e Carlos Mendes. "Vim para o Fado e Fiquei" foi outro dos seus projectos.

### Anos 90
Em 1993 junta Lena d'Água, Rita Guerra e Helena Vieira para o grande espectáculo "As Canções do Século", que foi gravado ao vivo no Casino do Estoril. Pedro Osório foi o criador dos arranjos e dirigiu a orquestra. A digressão desse espectáculo durou vários anos.
"Quatro Caminhos" é outro dos projectos de Pedro Osório, com Paulo de Carvalho, Rita Guerra, Maria João e Carlos do Carmo, e foi apresentado em 1996. 
Escreve obras de música sinfónica tendo algumas sido executadas em público. 
Foi também director musical e autor musical de espectáculos musicais como "Novas Descobertas" e "POPera", no Casino do Estoril e o show Quatro Caminhos" no Casino de Espinho (com Paulo de Carvalho, Maria João e Carlos do Carmo). Foi autor musical de grande número de outros espectáculos do Casino do Estoril e Casino da Póvoa.
Em 1998, concebeu o espectáculo intitulado "Da Gama", tendo como subtítulo "Concerto para 6 Músicos, 2 Cantores e 1 Computador", em que participaram os cantores Paulo de Carvalho e Rita Guerra. Em 1999 foi o responsável por outro espectáculo musical que consistiu na interpretação pop de várias árias de óperas conhecidas. Nele participaram os cantores Helena Vieira, Beto e Rita Guerra.

### Anos 2000
Foi dirigente do Sindicato Nacional dos Músicos, participou na organização do 1.º Congresso Nacional dos Músicos em 2003 e entre 2003 e Janeiro de 2011 foi membro da administração da SPA - Sociedade Portuguesa de Autores.
Em 2010 lançou o livro Memórias Irrisórias com Algumas Glórias - 50 anos de Música, numa edição da Câmara Municipal de Oeiras.
Em Outubro de 2011 publicou o disco Cantos da Babilónia, a partir de músicas étnicas de todo o mundo.
Pedro Osório morreu a 5 de Janeiro de 2012 em Lisboa, no Hospital de São Francisco Xavier.

## Festival da Eurovisão
Representou Portugal no Festival da Eurovisão, como chefe de orquestra, em 1975 com o tema "Madrugada" cantado por Duarte Mendes, e em 1984 com "Silêncio e Tanta Gente", cantado por Maria Guinot). Como autor, participou em 1968 com a canção "Verão", cantada por Carlos Mendes e em 1996 com "O Meu Coração não Tem Cor", interpretada por Lúcia Moniz, tendo esta última ficado em 6.º lugar, a melhor classificação de sempre para uma canção portuguesa, até ao seu desaparecimento; O Pedro Osório S.A.R.L. fica em 3.º lugar no Festival RTP da Canção de 1979 com "Uma Canção Comercial". Com "Self-Made-Man" dos S.A.R.L. regressa ao festival nacional, em 1980. Em 1982 "Quero Ser Feliz Agora" dos S.A.R.L fica em 4.º lugar neste certame.

## Televisão
Foi director musical e autor em séries como Curto Circuito, O Tempo em que Você Nasceu, Noites de Gala, Casino Royal e Joaquim Letria. Compôs e para "Magheda".

## Espectáculos
Produtor e director musical de espectáculos como "Só Nós Três", "Vim para o Fado e Fiquei", "As Canções do Século", "Quatro Caminhos", "Novas Descobertas" e "POPera".

## Discografia
Discografia 
Conjunto Pedro Osório
- Namorico da Rita / Canalla / Cow-Boy / Las Clases de Cha Cha Cha - Alvorada - MEP 60264
- A Noite do Meu Bem / Faia / Bon Baiser A Bientôt / Nessuno Al Mondo - Orfeu atep 6010 - 1960
- Era Um Bikini… / Greenfiels / Escândalo ao Sol/Tem Pillibi - Orfeu atep 6012 - 1960
- Velha Carcaça / Maria Ninguém / Deliciosa / Menina E Moça - Orfeu atep 6015 - 1960
- Manuela - Orfeu atep 6016 (Ep "Vamos Dançar" com outros artistas)
- Twist Twist / Idílio em Setembro / Let's Twist Again / Pullover - Orfeu atep 6021
- O TEMPO ANDA PRA FRENTE / LONGE / TEMPO PARA CANTAR / SAPE GATO, XO - Orfeu 6174 - 1966

Quinteto Académico
- Watcha - AVDD - 1965 [Watcha / Let Kiss / Abdulah / Michael]
- Reach Out I´ll Be There - 1966 - AVDD 7LEM 3178 [Winchester Cathedral/Nobody Else/Reach Out I'll Be There/ I've Got My Mojo Working] - 3178
- Train - AVDD [Puppet On A String / Train / Finchley / 724710] - 3189

Quinteto Académico +2
- Don't Mind / Judy In Disguise - MQ 228 - 1968
- Why / Klaundyke Wood - AVDD MQ 229
- Love Love Lovermen - AVDD

Trio Barroco
- Summer (Verão)/Hold On I'm Coming/Les Enfants Qui Pleurent/When Something Is Wrong With My Baby - Decca 1235 [TB com Tyree Glenn Jr. & Van Dixon]
- You Don't Know Like I Know / Zepherine / For You My Love - Decca 1248 (TB com Tyree Glenn Jr. & Van Dixon)
- Hey Little Boy / There Will Never Be Another You / Do Vale À Montanha / Georgia On My Mind - Decca 1249 - 1968

Grupo Outubro
- Cantigas de Ao Pé da Porta (LP, Diapasão)
- A Cantar Também A Gente Se Entende - Diapasão

SARL
- DE COMO A CANÇÃO SOCIAL TEM UMA FUNÇÃO CAPITAL…QUER DIZER / FUNCHAL,23 - Movieplay - 197
- Uma Canção Comercial / Senhores da Guerra - (Pedro Osório S.A.R.L.) - RCA - 1979
- Self-made Man / Poema de Paria Perante a Mercearia - Imavox - 1980
- Quero Ser Feliz Agora / A Cunha - Polygram - 1982

Pedro Osório
- Música Portuguesa Para Dançar - Pedro Osório e Seus Amigos - Alvorada - 1971
- Piano Bar À Moda da Casa - Polygram
- Só nós três
- As Canções do Século (com Rita Guerra, Lena d'Água e Helena Vieira) - Polygram - 1993
- Tempo - NDR - 2000
- DaGama - NDR -
- Músicas da Babilónia - VCM - 2011

## Distinções
- Em 9 de Junho de 1994 recebeu o grau de Comendador da Ordem do Infante D. Henrique.[3][10]
- Foi-lhe atribuída pela Ministra da Cultura, Gabriela Canavilhas, a Medalha de Mérito Cultural, em Fevereiro de 2011.[4][5]
- Em 25 de Abril de 2011, foi-lhe atribuída pelo Presidente da República Aníbal Cavaco Silva a comenda da Ordem da Liberdade.[4][5][10][11]

## Ligações Externas
- Site oficial de Pedro Osório
- Blog pessoal de Pedro Osório
- Pedro Osório. no IMDb.